# Тетрафтороборат калия
Тетрафторобора́т ка́лия — неорганическое соединение,
соль калия и борофтористоводородной кислоты с формулой K[BF4],
бесцветные кристаллы,
слабо растворяется в воде.

## Получение
- Действие борофтористоводородной кислоты на карбонат калия:

{\displaystyle {\mathsf {K_{2}CO_{3}+2H[BF_{4}]\ {\xrightarrow {}}\ 2K[BF_{4}]+CO_{2}\uparrow +H_{2}O}}}

## Физические свойства
Тетрафтороборат калия образует бесцветные кристаллы ромбической сингонии, пространственная группа P nma, параметры ячейки a = 0,785 нм, b = 0,568 нм, c = 0,737 нм, Z = 4.
При температуре 283 °C переходит в кубическую фазу,
параметры ячейки a = 0,726 нм.
Слабо растворяется в холодных воде и этаноле, лучше в горячих.

## Химические свойства
- В водных растворах подвергается медленному гидролизу:

{\displaystyle {\mathsf {[BF_{4}]^{-}+H_{2}O\ \rightleftarrows [BF_{3}(OH)]^{-}+F^{-}+H^{+}}}}

## Применение
- Флюсы[1] для пайки и сварки цветных металлов.
- Компонент электролитов при рафинировании и получении покрытий цветных металлов.
- Относится к многотоннажному производству, ГОСТ/ТУ 6-09-5304-86, цена ≈10$/кг[2].

## Нахождение в природе
В природе встречается редкий минерал авогадрит, представляющий собой тетрафтороборат калия, в котором калий частично замещён цезием.